# コジャテペ・モスク
コジャテペ・モスク（トルコ語: Kocatepe Camii）は、トルコの首都であるアンカラにあるモスク。建設途中の設計変更などを経て20年の歳月をかけて1987年に完成し、収容人数2万4000人を誇るこのモスクは2019年までアンカラ最大であった。トルコ語での名称にならってコジャテペ・ジャーミイとも呼ばれる。

## 歴史

### 建設の背景
コジャテペ・モスクの建設はは1944年12月に当時の宗務局長官のアフメト・ハムディ・アクセキが「アンカラのイェニシェルにモスクを建設する会」という任意団体を立ち上げたことに始まる。1947年には設計のコンペを行ったが、1位は選出されず、具体的な進展はしばらくなかった。

### 建設決定

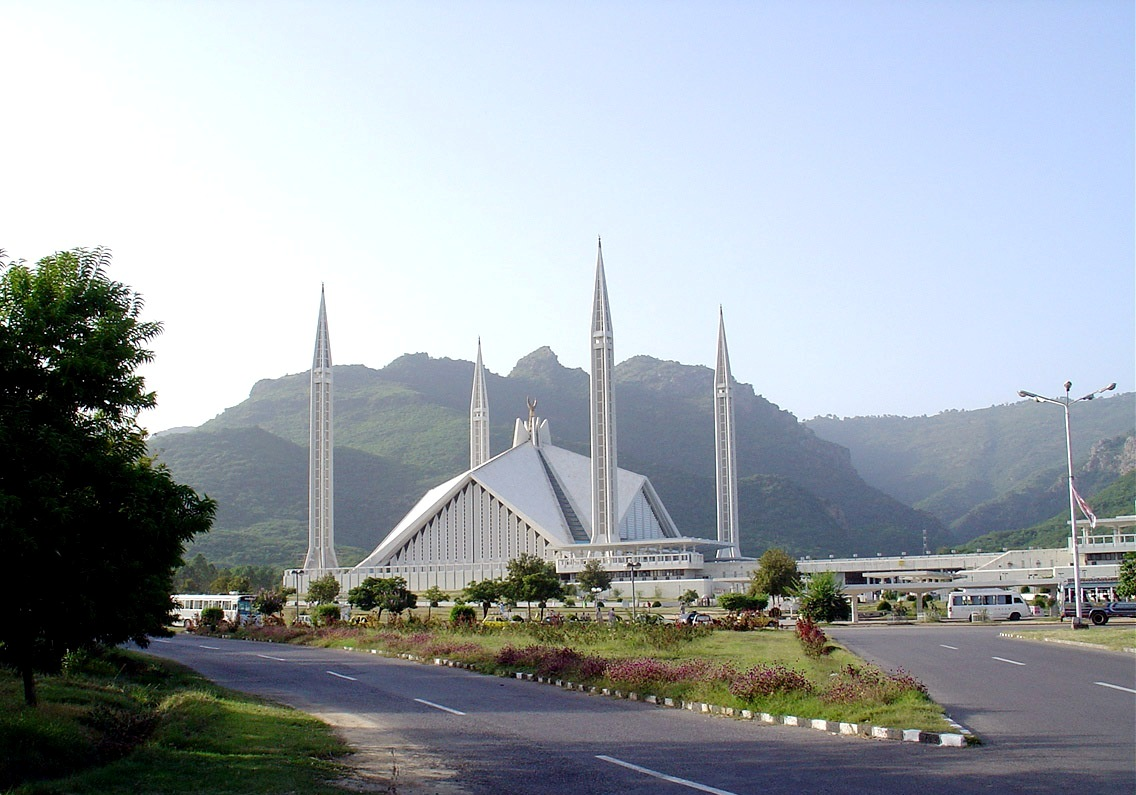
ヴェダト・ダロカイ設計によるモスク（参考）。イスラマバードにあるファイサル・モスク

1955年、当時の首相であるアドナン・メンデレスがモスクの数を制限する法律を撤廃、1956年にはアンカラ中心部にモスク建設予定地を確保した。1957年にはモスクと共に宗務庁の庁舎も建設することが決定し、「アンカラのイェニシェルにモスクを建設する会」は「トルコ宗務庁サイト建設・維持協会」に改められた。同年に第2回のコンペが行われ、建築家のヴェダト・ダロカイが、最新のシェル構造を用いた、これまでのオスマン建築とはかけ離れたデザインの建築案を提出、1位を獲得し建設が決まった。1960年に軍事クーデターが起きるなど着工にはしばらく時間がかかったが、1963年には宗務庁長官のハサン・ヒュスニュ・エルデムが着工を宣言。1964年にはモスクに隣接する宗務庁庁舎が完成、続いてモスクの基礎部分も完成してあとはシェルドームを立ち上げるのみという状況となったが、シェルドームは当時の建築界においては最新技術であり、ドームの設計を委託していたスペイン人建築家が急死するなどしてダロカイは期限までにドームの構造設計図を準備できなかった。

### 突然のデザイン変更を経て完成
1965年に誕生した公正党政権は設計を変更させ、すでに完成している基礎を取り壊したうえでコジャテペ・モスクをアンカラ最大のモスクにするように命じた。1966年にはダロカイとの建設契約が破棄され、すでに建設されていた基礎部分をダイナマイトで爆破したうえで、ヒュスレヴ・タイラとファーティン・ウルエンギンの設計による、RC造の古典期オスマン建築を模した新たなコジャテペ・モスクの建設が1967年に開始された。このデザイン変更に対してはトルコの建築家協会がこれを批判し、建築インダストリアルセンターの代表である建築家のハソルは、モスクを「現代性を反映せず、後進的」と指摘したが、建設は進められて1969年には躰体工事が終了。モスクの1階が一時的に礼拝向けに公開された。また、1981年にはモスク本体の建設工事は終了したが、中庭や会議場、管理事務所や遺体洗浄所といった付随施設は未完成だった。建設を主導していた「トルコ宗務庁サイト建設・維持協会」は資金難に直面し、全資産を宗務庁に移譲。宗務庁のもとで未完成だった中庭や会議場、内装の工事が行われ、コジャテペ・モスクは建設開始から20後の1987年に完成した。

### 現在まで
2016年7月17日、先日発生したクーデター未遂の追悼式典がコジャテペ・モスクで行われた。
2017年、インドネシアの大統領であるジョコ・ウィドドがエルドアンとの会談のためにアンカラを訪れ、会談に先立ってコジャテペ・モスクを訪問。地元のイマームやトルコ在住のインドネシア人と交流した。
2020年7月15日、トルコの文学者であるアダーレト・アーオールの葬儀がコジャテペ・モスクにおいて執り行われ、共和人民党の党首であるケマル・クルチダルオールや副党首のビュレント・クシュオールの他、複数の国会議員が参列した。

## 建築
コジャテペ・モスクは古典期オスマン建築であり、鉄筋コンクリート造である。27,000㎡の敷地いっぱいに建てられたモスクは2万4000人を収容可能で、これは世界最大級である。また、1988年に2万8500人収容可能のサバンチ・モスクが、2019年に6万8000人収容可能のカムリカ・モスクが出来るまではアンカラで最大のモスクだった。オスマン古典様式であり、88mの4つのミナレットを持つ。

### ダロカイ案
上で述べたように、コジャテペ・モスクは当初、建築家のダロカイの案で建設されることが決まっており、実際に建設も始まっていたが保守派の反対によって変更させられた。ダロカイの案においては50m×50mにシェルシステムによるドームを架けたもので、27,000㎡の敷地に4,000㎡の建築であり、4,000人の収容を見込んだ規模だった。

## ギャラリー

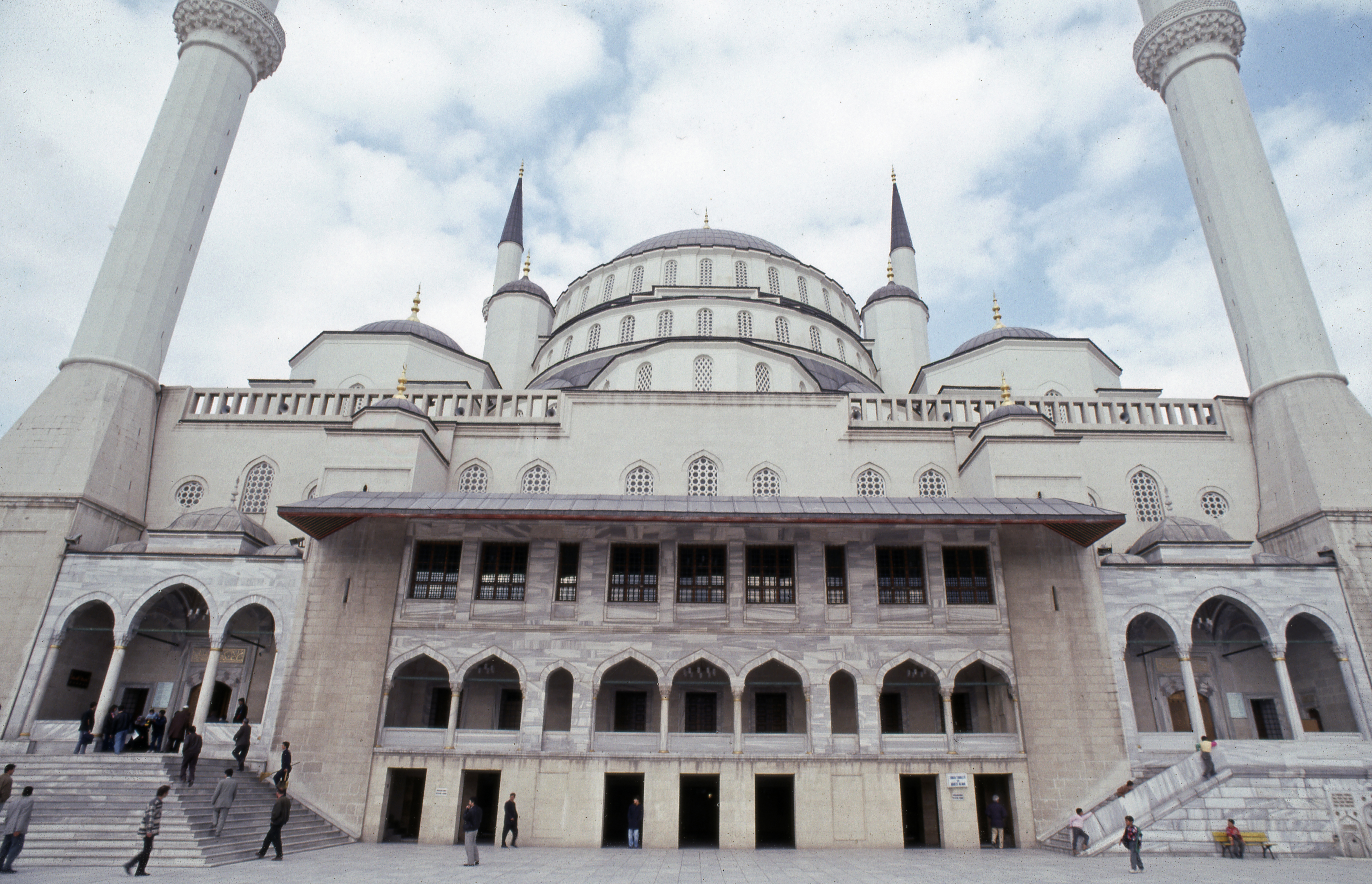
モスクの正面（2017年）
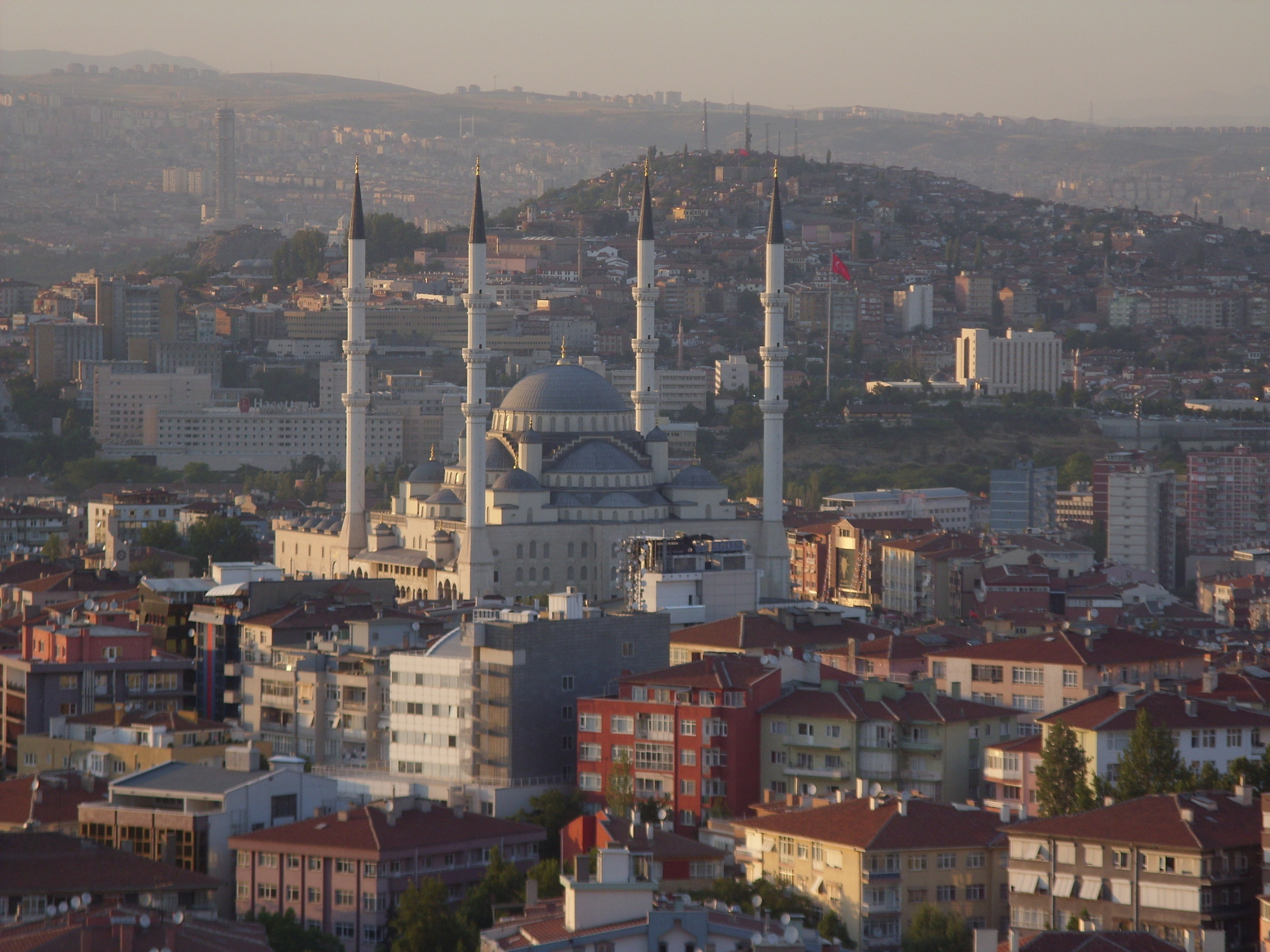
モスクの遠景（2018年）
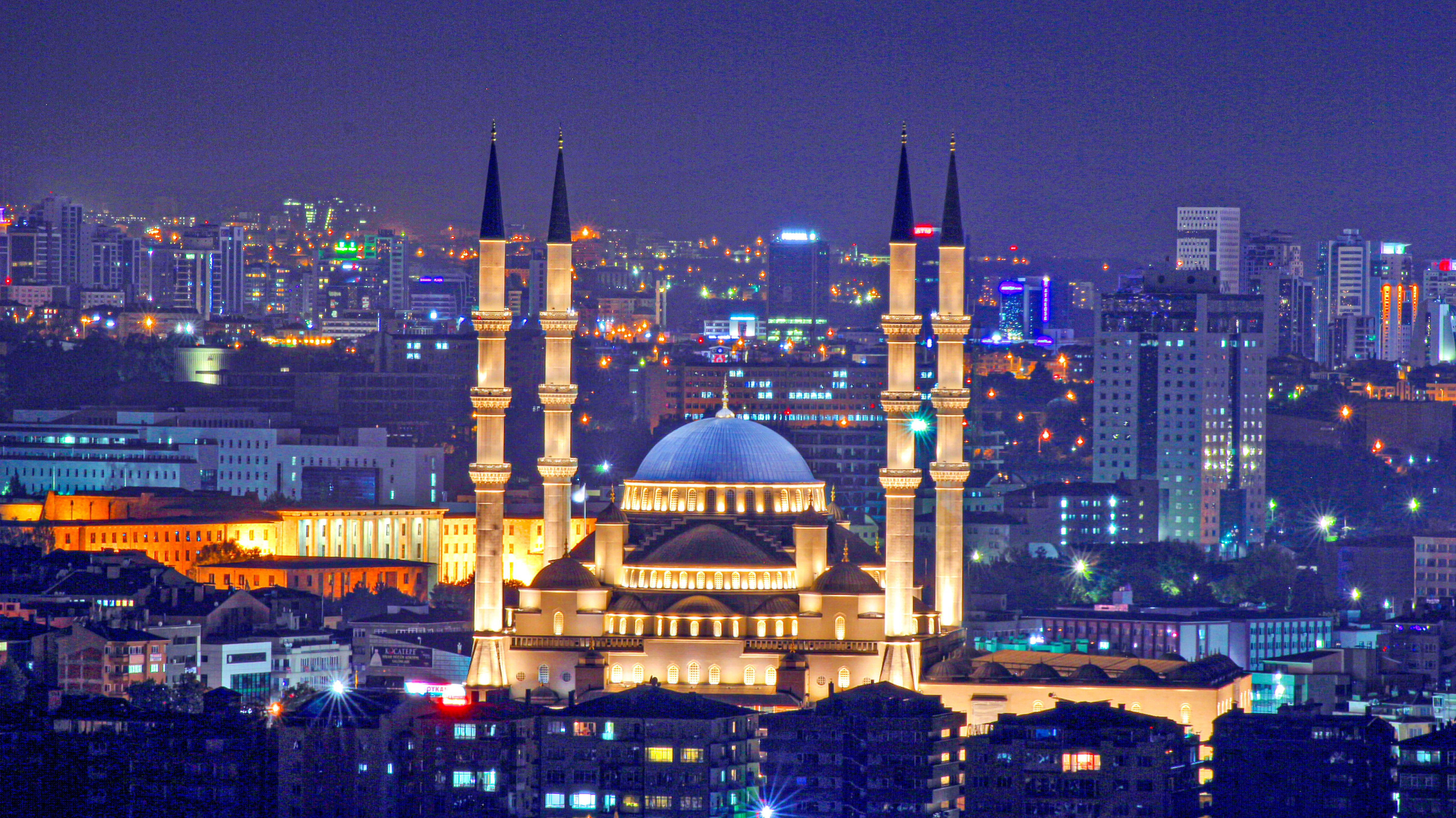
ライトアップされたモスク（2015年）
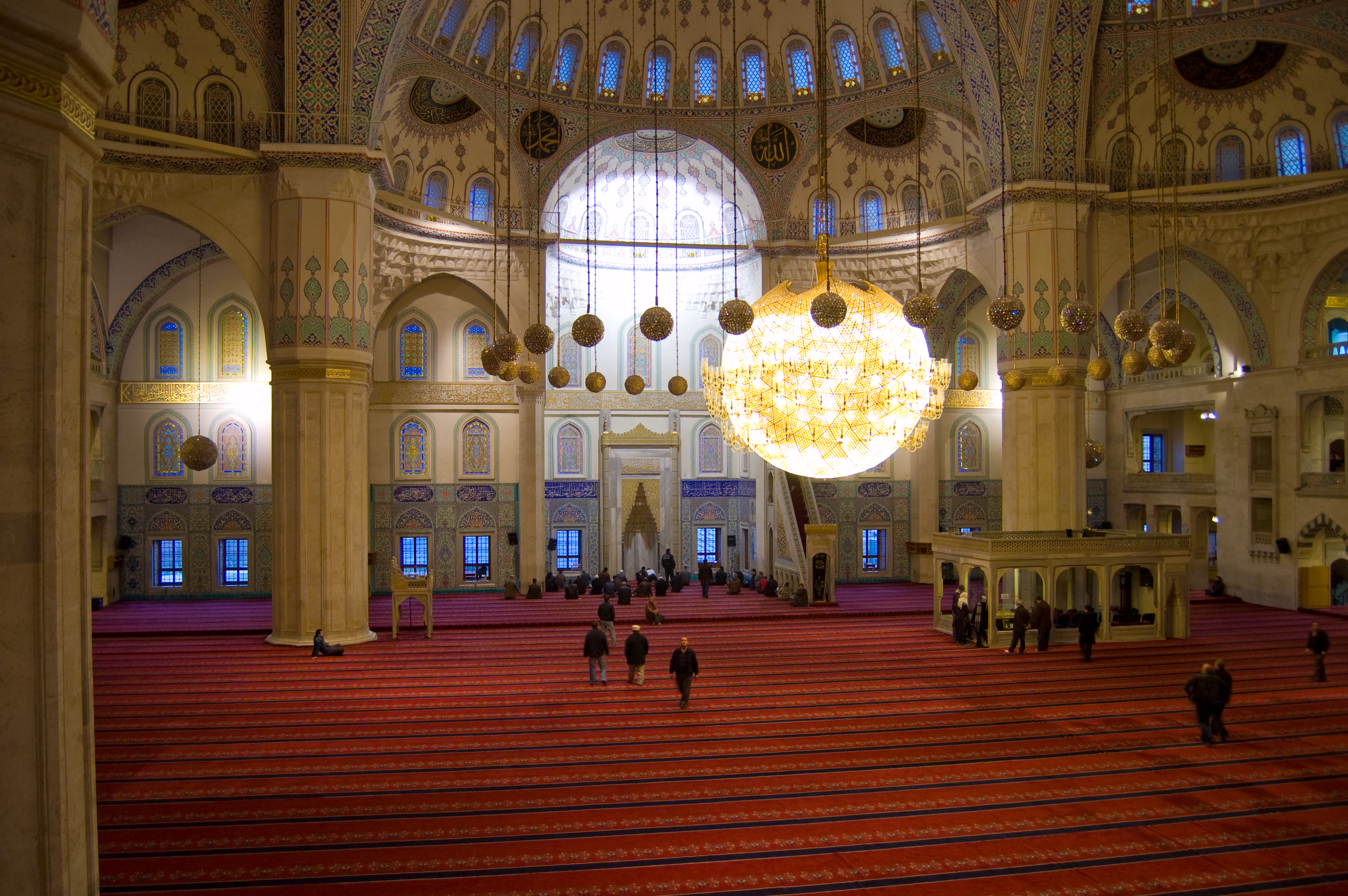
モスクの礼拝室（2010年）
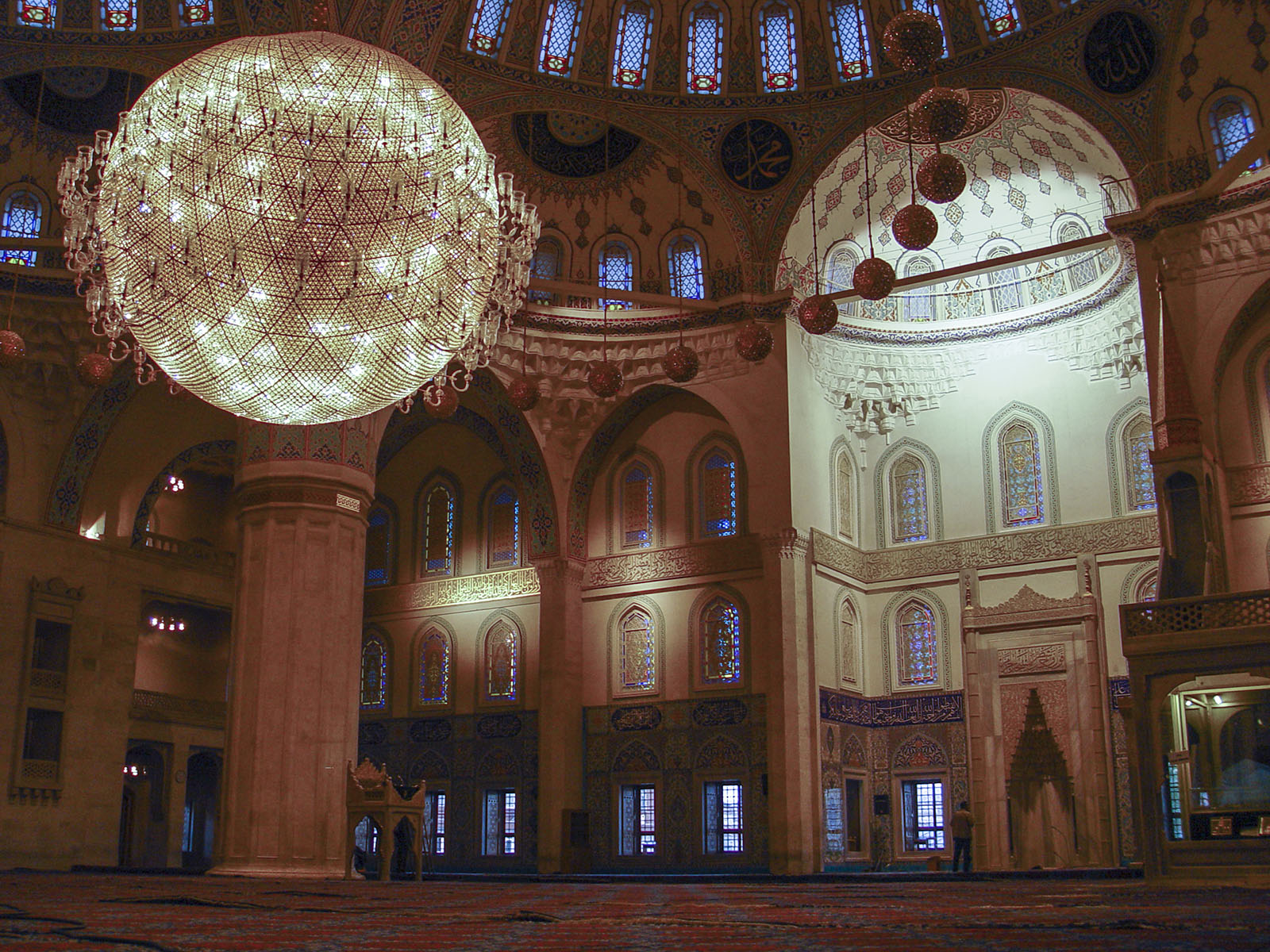
巨大なシャンデリアが目を引く内装（2003年）
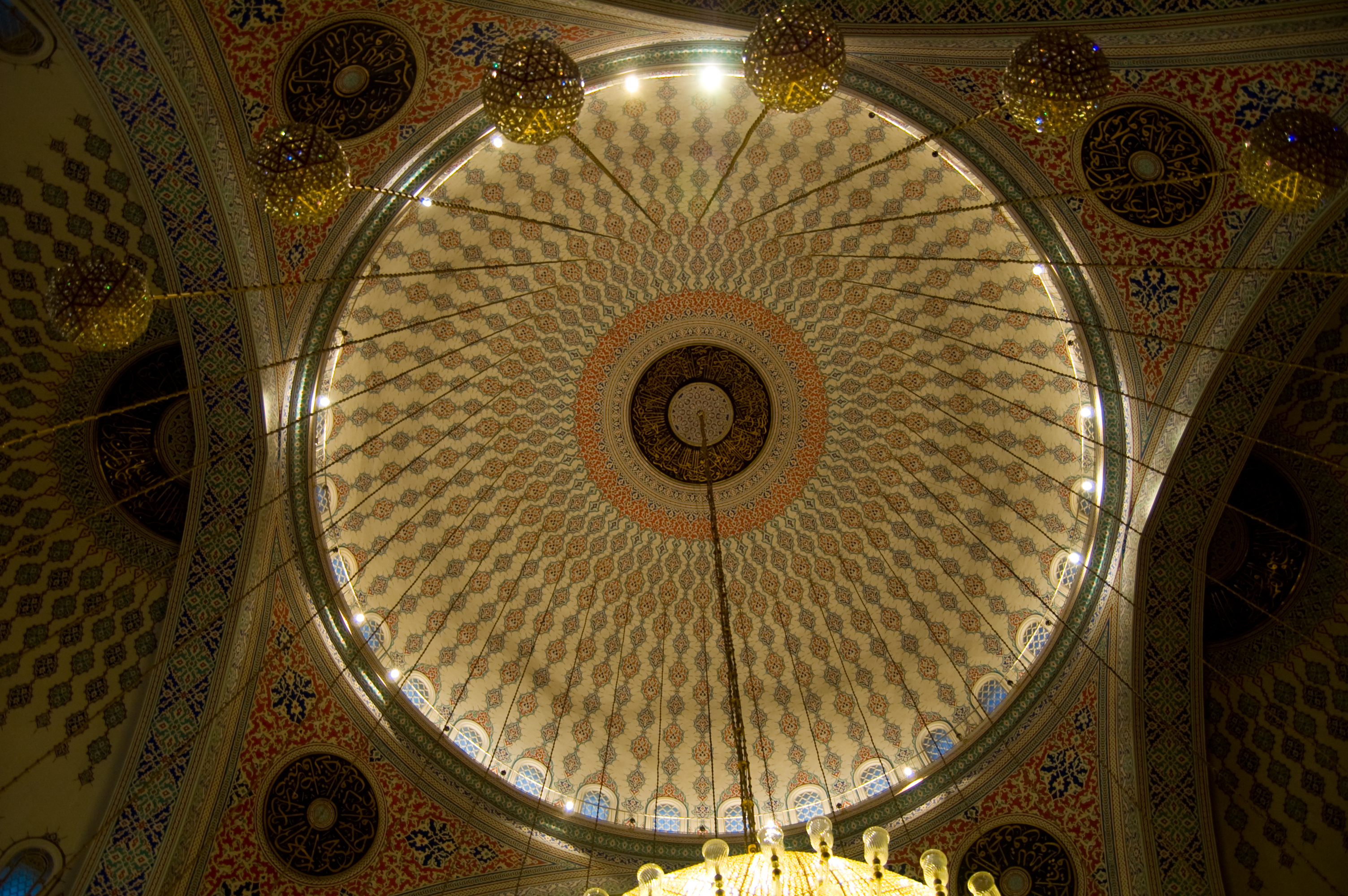
ドームの様子（2010年）